# Ė
Ė, ėはEにドット符号を付した文字である。
この文字は、キリル文字のЭをラテン文字に転写するときにも使われる。

## 各言語における用法
- リトアニア語

非円唇前舌半狭母音の長母音（IPA:[eː] = [e:]）を表す文字として使われる。
- シャイアン語

非円唇前舌半狭母音（IPA:[e]）（や異音として非円唇前舌め広めの狭母音（IPA:[ɪ]）/非円唇前舌半広母音（IPA:[ɛ]））の無声化を表す文字として使われる。

## アルファベット上の位置
- リトアニア語の第9字母

## 符号位置
| 大文字 | Unicode | JIS X 0213 | 文字参照       | 小文字 | Unicode | JIS X 0213 | 文字参照       | 備考 |
| ------ | ------- | ---------- | -------------- | ------ | ------- | ---------- | -------------- | ---- |
| Ė      | U+0116  | -          | &#x116; &#278; | ė      | U+0117  | -          | &#x117; &#279; |      |